# Трапчин Дол
Трапчин Дол (мкд. Трапчин Дол) је насеље у Северној Македонији, у западном делу државе. Трапчин Дол припада општини Кичево.

## Географија
Насеље Трапчин Дол је смештено у западном делу Северне Македоније. Од најближег већег града, Кичева, насеље је удаљено 8 km северно.
Трапчин Дол се налази у историјској области Кичевија, око града Кичева. Село се сместило у средишњем делу Кичевског поља, док се на западу издиже планина Бистра. Надморска висина насеља је приближно 660 метара.
Клима у насељу, и поред знатне надморске висине, има жупне одлике, па је пре умерено континентална него планинска.

## Историја
Албанци су населили село у 19. веку. Према подацима Васила Кнчова из 1900. године, у насељу је живело 105 Албанаца исламске вероисповести. На етничкој карти Северозападне Македоније израђеној 1929. године Афанасиј Селишчев је приказао Трапчин Дол као албанско село.

## Становништво
Трапчин Дол је према последњем попису из 2002. године имали 914 становника,.
Већинско становништво у насељу чине Албанци (99%).
Претежна вероисповест месног становништва је ислам.